# Лал Бахадур Шастри
Лал Бахадур Шастри е индийски политик, вторият министър-председател на Индия и важен участник в борбата за независимостта ̀и.
По време на мандата си на премиер (9 юни 1964 – 11 януари 1966) е също министър на външните работи (до 18 юли 1964). Преди това е бил министър на вътрешните работи (4 април 1961 – 29 август 1963).
Умира от сърдечен пристъп в Ташкент след подписване на Ташкентската декларация, с която се поставя край на Втората индо-пакистанска война.